# Melaleuca pustulata
Melaleuca pustulata är en myrtenväxtart som beskrevs av Joseph Dalton Hooker. Melaleuca pustulata ingår i släktet Melaleuca och familjen myrtenväxter. Inga underarter finns listade i Catalogue of Life.